# Frédéric Bégin
Frédéric Bégin (né le 10 novembre 1975) est un compositeur québécois.

## Filmographie

### Longs métrages
- 2005 : Horloge Biologique
- 2007 :  Bluff
- 2009 : 1981
- 2010 : Y'en aura pas de facile
- 2011 : Le Bonheur des Autres
- 2012 : Le Dernier Cabaret (documentaire)
- 2013 : Hot Dog
- 2014: 1987
- 2015: Aurélie Laflamme - Les pieds sur terre
- 2015: Le Mirage
- 2017: Le Trip à Trois
- 2018 : 1991
- 2020 : Le guide de la famille parfaite

### Courts métrages
- 2004 : Nourri au Grain
- 2009 : Le Technicien
- 2012 : Denis Marleau
- 2016 : Introduction to Virtual Reality
- 2016 : Through the Ages: President Obama Celebrates America's National Parks
- 2016 : Cirque du Soleil: KÀ The Battle Within VR (arrangements)
- 2017 : The People's House: Inside the White House with Barack and Michelle Obama
- 2019 : Mercy

## Télévision

### Série télévisée
- 2004: Smash
- 2005: Smash 2
- 2006: 3X Rien
- 2006: Les Étoiles filantes
- 2007: Les Étoiles filantes 2
- 2007: Nos étés
- 2010: Malenfant
- 2010: En audition avec Simon
- 2012: Roxy
- 2014: Ces Gars-Là
- 2015 : Le Berceau des anges[1]
- 2020 : La Maison bleue
- 2020 : Les Mecs

## Récompenses

### Prix
- 2015 : Prix Gémeaux : Meilleure musique originale: dramatique (pour Le Berceau des Anges
- 2009 : Prix Gémeaux : Meilleure musique originale: dramatique (pour Les Étoiles filantes 2 ).
- 2009 : Prix Gémeaux : Meilleur thème musical original : toutes catégories (pour Les Étoiles filantes 2 ).

### Nominations
- 2004 : Meilleure musique originale: dramatique pour Smash aux Prix Gémeaux
- 2004 : Meilleur thème musical original : toutes catégories Smash aux Prix Gémeaux
- 2006 : Meilleure musique pour Horloge biologique aux Prix Jutra
- 2007 : Meilleur thème musical original : toutes catégories Les Étoiles filantes aux Prix Gémeaux
- 2007 : Meilleure musique originale: dramatique pour Nos étés aux Prix Gémeaux
- 2015 : Meilleure musique originale: dramatique pour Le Berceau des Anges aux Prix Gémeaux
- 2015 : Meilleur thème musical : toutes catégories Le Berceau des Anges aux Prix Gémeaux
- 2019 : Meilleure musique originale: pour 1991 aux Prix Québec Cinéma